# Mike Rawson
Pour les articles homonymes, voir Rawson (homonymie).
Mike Rawson (Michael Arthur Rawson; né le 26 mai 1934 à Hall Green - mort le 26 octobre 2000 à Birmingham) est un athlète britannique spécialiste du 800 mètres. 

## Biographie

### Palmarès
| Date | Compétition                                     | Lieu      | Résultat | Épreuve   | Performance  |
| ---- | ----------------------------------------------- | --------- | -------- | --------- | ------------ |
| 1958 | Championnats d'Europe                           | Stockholm | 1er      | 800 m     | 1 min 47 s 8 |
| 1958 | Jeux de l'Empire britannique et du Commonwealth | Cardiff   | 3e       | 880 yards | 1 min 51 s 1 |

### Records
| Épreuve    | Performance  | Lieu | Date |
| ---------- | ------------ | ---- | ---- |
| 800 mètres | 1 min 47 s 0 | —    | 1958 |